# Mores pagasts
Mores pagasts er en territorial enhed i Siguldas novads i Letland. Pagasten havde 671 indbyggere i 2010 og omfatter et areal på 88,90 kvadratkilometer. Hovedbyen i pagasten er More.